# Vergunningenregister
Het vergunningenregister is in Vlaanderen een inventaris van de belangrijkste gegevens over de gebouwen die zich op een kadastraal perceel bevinden, zoals de vergunningstoestand, de afgeleverde bouwvergunningen en eventuele bouwmisdrijven.
Het vergunningenregister heeft meerdere doeleinden: het wordt enerzijds gebruikt als basis voor wetenschappelijk onderzoek. Anderzijds kunnen burgers steeds een uittreksel vragen uit het vergunningenregister, zodat ze kunnen nagaan of de gebouwen op een perceel vergund zijn. Op die manier kan een burger nagaan of bv. het huis dat hij wil kopen wel vergund is.
Het plannenregister is gelijkaardig, maar inventariseert de bestaande plannen van aanleg op een perceel.
Volgens de Vlaamse Codex Ruimtelijke Ordening dient elke Vlaamse gemeente over een vergunningenregister te beschikken. De opmaak van het register is een van de vijf voorwaarden waaraan een gemeente moet voldoen om ontvoogd te kunnen worden.